# Etienne Bernard Barrière
Etienne-Bernard-Joseph Barrière (Valenciennes (Alts de França), 7 de febrer de 1748 - París, 1816 o 1818), va ser un violinista i compositor francès de l'època del classicisme.

## Biografia
Als 12 anys, Barriere va marxar a París, on va ser alumne de Danican Philidor (composició) i Pagin (violí). Va debutar el 20 d'abril de 1767 al Concert Spirituel, on també va interpretar el seu propi concert per a violí el 24 d'abril del mateix any (s'acrediten més aparicions per als anys 1776 i 1778). Després va viure alternativament a Valenciennes i París fins almenys el 1789, on va publicar nombroses obres instrumentals a partir del 1776.

## Judicis contemporanis
Barriere va gaudir d'una gran reputació com a violinista i compositor durant la seva època. Les crítiques contemporànies destaquen "la netté, la justesse, la délicatesse et la sensibilité" ("claredat, precisió, delicadesa i sensibilitat") de la seva interpretació del violí (Mercure de France, maig de 1767, primera aparició a Concert spirituel) i el seu "jeu brillant". et précis" ("toc brillant i precís") (Petites Affiches de Valenciennes, 29 de desembre de 1821, per a un concert amb Lafont el 1801). L'únic judici contemporani sobre les seves composicions es pot trobar al "Mercure de France" de juny de 1783:
| « | "La ja establerta per diverses bones obres "La reputació d'aquest compositor ha de donar una idea favorable de l'obra actual." | » |

## Obres (selecció)
L'instrument propi de Barrière és també el focus de la seva obra compositiva: a més dels concerts per a violí, dues simfonies de concert (1776) i tres simfonies de 8 partits cadascuna (París, 1785), se centra en la música de cambra (quartets de corda, trios i duos). Juntament amb Giuseppe Cambini, Nicolas-Marie Dalayrac, Jean-Baptiste Davaux, Nicolas-Joseph Chartrain i Joseph Bologne de Saint-George, Barrière és un dels principals representants del quartet de corda de concert parisenc (Quatuor concertant) en el període anterior de la revolució francesa. Els seus quartets són obres senzilles, formalment equilibrades, elegants, amb melodies enganxadores en què els quatre instruments, però sobretot els violins i, en menor mesura, la viola, participen de l'acte musical; Però una vegada i una altra totes les veus s'ajunten efectivament a l'uníson. Les parts del violí, que no són gens exigents, requereixen la mateixa precisió i sensibilitat que, segons els judicis contemporanis, caracteritzaven el propi violí de Barrière.